# FP Водолея
FP Водолея (лат. FP Aquarii) — одиночная переменная звезда в созвездии Водолея на расстоянии (вычисленном из значения параллакса) приблизительно 3180 световых лет (около 975 парсеков) от Солнца. Видимая звёздная величина звезды — от +15,5m до +11,1m.

## Характеристики
FP Водолея — красная пульсирующая переменная звезда, мирида (M) спектрального класса M8 или M9. Эффективная температура — около 3290 К.